# Associação Brasileira de Saúde Coletiva
A Associação Brasileira de Saúde Coletiva (Abrasco) é uma organização de apoio ao ensino, pesquisa, cooperação e prestação de serviços no campo da Saúde Pública/Saúde Coletiva. Seu corpo social é formado por técnicos, profissionais, estudantes e professores da área, além de instituições de ensino, pesquisa e serviço. Foi fundada por um conjunto de sanitaristas no ano de 1979 com o nome de "Associação Brasileira de Pós-Graduação em Saúde Coletiva" e tinha como objetivo se organizar para exercer influência sobre o período político de transição da ditadura militar brasileira. Simultaneamente, diferentes segmentos da sociedade se organizavam em movimentos sociais, com ênfase para os de orientação católica, como a Teologia da Libertação e as comunidades eclesiais de base, a Ação Católica, a Pastoral da Saúde e, finalmente, o Movimento Popular de Saúde (MOPS). Cerca de três anos antes, em São Paulo, havia surgido outra entidade com orientação similar, o Centro Brasileiro de Estudos da Saúde (Cebes), que integrava nomes como Sérgio Arouca e David Capistrano Filho. Todos estes coletivos participaram da reforma sanitária no Brasil.
Logo em seguida, ainda no final da década de 1970, a Abrasco começou a fomentar a criação de cursos acadêmicos de pós-graduação em Saúde Coletiva, cujos pioneiros foram os da Universidade de São Paulo (campi São Paulo e Ribeirão Preto), do Instituto de Medicina Social da Universidade do Estado do Rio de Janeiro(IMS/Uerj), da Escola Nacional de Saúde Pública da Fundação Oswaldo Cruz (ENSP/Fiocruz), da Universidade Federal da Bahia (UFBA) e da Universidade Federal da Paraíba (UFPB). Destaque-se a importância do Departamento de Medicina Preventiva e Social da Universidade Estadual de Campinas (Unicamp) e da Faculdade de Ciências da Saúde da Universidade de Brasília (UnB) na constituição da Abrasco.
Com o movimento sanitário brasileiro mais consolidado, a Abrasco e outras entidades, exerceram um papel fundamental na 8ª Conferência Nacional de Saúde, realizada em 1986, a qual teve como resultado a formação de um Sistema Único de Saúde dissociado da Previdência Social, com princípios e diretrizes determinados. Além disso, adota um conceito de saúde abrangente e atribui ao Estado o dever de garantir acesso universal à saúde e condições de vida dignas à população.
Compromissada com a divulgação científica, a Abrasco publica dois periódicos há mais de 20 anos: Ciência & Saúde Coletiva e Revista Brasileira de Epidemiologia. Além disso, promove anualmente uma convenção nacional, o "Congresso Brasileiro de Saúde Coletiva", apelidado de "Abrascão", e congressos para áreas específicas como epidemiologia e ciências sociais em saúde.
O pesquisador Rômulo Paes de Sousa, vinculado ao Instituto René Rachou da Fundação Oswaldo Cruz, em Minas Gerais, foi eleito presidente da Abrasco para o período de 2024 a 2027.